# La Poza, Guanajuato kommun
La Poza är en ort i Mexiko.   Den ligger i kommunen Guanajuato och delstaten Guanajuato, i den centrala delen av landet, 270 km nordväst om huvudstaden Mexico City. La Poza ligger 1 853 meter över havet och antalet invånare är 296.
Terrängen runt La Poza är platt åt sydväst, men åt nordost är den kuperad. Runt La Poza är det tätbefolkat, med 356 invånare per kvadratkilometer. Närmaste större samhälle är Guanajuato, 14,4 km norr om La Poza. Trakten runt La Poza består till största delen av jordbruksmark.